# Salakbrojo
Salakbrojo is een bestuurslaag in het regentschap Pekalongan van de provincie Midden-Java, Indonesië. Salakbrojo telt 3488 inwoners (volkstelling 2010).